# BNP Paribas Masters 2015
BNP Paribas Masters 2015 byl profesionální tenisový turnaj mužů, hraný jako součást okruhu ATP World Tour, v komplexu arény Bercy na krytých dvorcích s tvrdým povrchem. Konal se mezi 2. až 8. listopadem 2015 ve francouzské metropoli Paříži jako 44. ročník.
Turnaj se po grandslamu řadil do druhé nejvyšší kategorie okruhu, ATP World Tour Masters 1000, a představoval závěrečnou událost této devítidílné série, když na ní bezprostředně navazoval londýnský Turnaj mistrů. Dotace pařížské akce činila 3 830 295 eur.
Posledním přímým účastníkem singlové soutěže se stal 43. španělský hráč žebříčku ATP Fernando Verdasco. Tituly z předchozího dvou ročníku obhajovali světová jednička Novak Djoković a ve čtyřhře americký pár Bob a Mike Bryanovi. Djoković trofej dokázal obhájit, díky čemuž se stal prvním čtyřnásobným šampionem z pařížského Masteru i prvním tenistou, jenž vybojoval šest Mastersů během jednoho roku. Soutěž čtyřhry ovládla dvojice Ivan Dodig z Chorvatska a Marcelo Melo z Brazílie, který odehrál první turnaj v roli deblové světové jedničky.

## Distribuce bodů a finančních odměn

### Distribuce bodů
| Soutěž  | vítězové | finalisté | semifinalisté | čtvrtfinalisté | 16 v kole | 32 v kole | 64 v kole | Q  | Q2 | Q1 |
| ------- | -------- | --------- | ------------- | -------------- | --------- | --------- | --------- | -- | -- | -- |
| dvouhra | 1000     | 600       | 360           | 180            | 90        | 45        | 10        | 25 | 16 | 0  |
| čtyřhra | 1000     | 600       | 360           | 180            | 90        | 0         | —         | —  | —  | —  |

### Finanční odměny
| Soutěž                                      | vítězové | finalisté | semifinalisté | čtvrtfinalisté | 16 v kole | 32 v kole | 64 v kole | Q2     | Q1     |
| ------------------------------------------- | -------- | --------- | ------------- | -------------- | --------- | --------- | --------- | ------ | ------ |
| dvouhra                                     | €653 700 | €320 500  | €161 320      | €82 030        | €42 600   | €22 460   | €12 125   | €2 685 | €1 370 |
| čtyřhra                                     | €194 500 | €95 230   | €47 770       | €24 520        | €12 670   | €6 690    | —         | —      | —      |
| v deblových soutěžích uváděna částka na pár |          |           |               |                |           |           |           |        |        |

## Dvouhra

### Nasazení hráčů
| Země                          | Hráč               | ATP | Nasazení |
| ----------------------------- | ------------------ | --- | -------- |
| Srbsko                        | Novak Djoković     | 1.  | 1.       |
| Spojené království            | Andy Murray        | 2.  | 2.       |
| Švýcarsko                     | Roger Federer      | 3.  | 3.       |
| Švýcarsko                     | Stan Wawrinka      | 4.  | 4.       |
| Česko                         | Tomáš Berdych      | 5   | 5        |
| Japonsko                      | Kei Nišikori       | 6   | 6        |
| Španělsko                     | Rafael Nadal       | 7   | 7        |
| Španělsko                     | David Ferrer       | 8.  | 8.       |
| Francie                       | Jo-Wilfried Tsonga | 10. | 9.       |
| Francie                       | Richard Gasquet    | 11. | 10.      |
| Jižní Afrika                  | Kevin Anderson     | 12. | 11.      |
| Chorvatsko                    | Marin Čilić        | 13. | 12.      |
| USA                           | John Isner         | 14. | 13.      |
| Francie                       | Gilles Simon       | 15. | 14.      |
| Španělsko                     | Feliciano López    | 16. | 15.      |
| Belgie                        | David Goffin       | 17. | 16.      |
| Žebříček ATP k 26. říjnu 2015 |                    |     |          |

### Jiné formy účasti na turnaji
Následující hráči obdrželi divokou kartu do hlavní soutěže:
- Pierre-Hugues Herbert
- Nicolas Mahut
- Lucas Pouille

Následující hráči postoupili z kvalifikace:
- Aljaž Bedene
- Pablo Carreño Busta
- Marcel Granollers
- Dušan Lajović
- Édouard Roger-Vasselin
- Lukáš Rosol

Následující hráč postoupil z kvalifikace jako tzv. šťastný poražený:
- Teimuraz Gabašvili

### Odhlášení
před začátkem turnaje
- Philipp Kohlschreiber → nahradil jej Teimuraz Gabašvili
- Milos Raonic → nahradil jej Jiří Veselý
- Tommy Robredo → nahradil jej Adrian Mannarino

### Skrečování
- Kei Nišikori (břišní poranění)

## Čtyřhra

### Nasazení párů
| Země                                                                     | Hráč                  | Země      | Hráč           | ATP | Nasazení |
| ------------------------------------------------------------------------ | --------------------- | --------- | -------------- | --- | -------- |
| USA                                                                      | Bob Bryan             | USA       | Mike Bryan     | 2.  | 1.       |
| Chorvatsko                                                               | Ivan Dodig            | Brazílie  | Marcelo Melo   | 9.  | 2.       |
| Nizozemsko                                                               | Jean-Julien Rojer     | Rumunsko  | Horia Tecău    | 9.  | 3.       |
| Spojené království                                                       | Jamie Murray          | Austrálie | John Peers     | 15. | 4.       |
| Francie                                                                  | Pierre-Hugues Herbert | Francie   | Nicolas Mahut  | 21. | 5.       |
| Itálie                                                                   | Simone Bolelli        | Itálie    | Fabio Fognini  | 21. | 6.       |
| Polsko                                                                   | Marcin Matkowski      | Srbsko    | Nenad Zimonjić | 28. | 7.       |
| Indie                                                                    | Rohan Bopanna         | Rumunsko  | Florin Mergea  | 30. | 8.       |
| Žebříček ATP k 26. říjnu 2015; číslo je součtem umístění obou členů páru |                       |           |                |     |          |

### Jiné formy účasti
Následující páry obdržely divokou kartu do hlavní soutěže:
- Fabrice Martin /  Lucas Pouille
- Paul-Henri Mathieu /  Benoît Paire

Následující pár postoupil do hlavní soutěže z pozice náhradníka:
- Pablo Cuevas /  Marcel Granollers

### Odhlášení
před začátkem turnaje
- Fabio Fognini (poranění hlezna)

## Přehled finále

### Mužská dvouhra
- Novak Djoković vs.  Andy Murray, 6–2, 6–4

### Mužská čtyřhra
- Ivan Dodig /  Marcelo Melo vs.  Vasek Pospisil /  Jack Sock, 2–6, 6–3, [10–5]